# Atelopus hoogmoedi
Espèce
Synonymes
- Atelopus pulcher hoogmoedi Lescure, 1974 "1973"
- Atelopus hoogmoedi nassaui Ouboter & Jairam, 2012

Atelopus hoogmoedi est une espèce d'amphibiens de la famille des Bufonidae.

## Répartition
Cette espèce se rencontre en Guyane, au Suriname, au Guyana et au Brésil au Roraima, au Pará et en Amapá.

## Étymologie
Cette espèce est nommée en l'honneur de Marinus Steven Hoogmoed.

## Publication originale
- Lescure, 1974 "1973" : Présence d'une sous-espèce d'Atelopus pulcher (Amphibien, Anoure) dans les Guyanes: Atelopus pulcher hoogmoedi. Bulletin du Muséum National d'Histoire Naturelle de Paris, Zoologie, ser. 3, vol. 144, p. 997-1005.